# Никон (Петин)
Архиепи́скоп Ни́кон (в миру Алекса́ндр Порфи́рьевич Пе́тин; 1 июня 1902, Екатеринодар — 16 апреля 1956, Одесса) — епископ Русской православной церкви, архиепископ Херсонский и Одесский.

## Биография
В детстве у него был чудесный голос, дискант необычайного диапазона, настолько чистый, что в Духовном училище к нему был приставлен специальный человек — дядька, который строго следил за режимом обладателя такого необыкновенного голоса. Имея кроме голоса, ещё и превосходный слух, пел в хоре духовного училища, настолько его украшая, что многие холили слушать хор из-за необыкновенного маленького певца.
В 1916 году окончил Екатеринодарское духовное училище и в 1920 году окончил в Ставропольскую духовную семинарию.
В 1920 году становится псаломщиком Успенской церкви Краснодара. В 1922 году уклонился в обновленческий раскол.
Поступил на историко-филологический факультет Краснодарского государственного университета. Окончил три курса, после чего перевёлся на четвертый курс экономического факультета, который окончил в 1927 году по специальности инженер-экономист.
В 1927 году становится псаломщиком Успенской церкви Мироносицкого кладбища города Пензы.

### Обновленческий священник

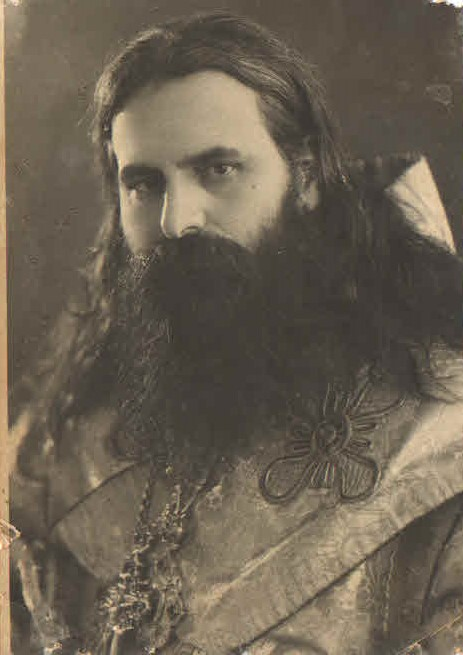
Фотография Епископа Никона (Петина) 1944 года

В 1928 году рукоположён в сан иерея целибатом и назначен к Казанской церкви города Пензы. С июня 1931 года — священник Покровской церкви Пензы. С октября 1931 года — священник Успенской церкви Мироносицкого кладбища Пензы. Возведён в сан протоиерея.
24 августа 1932 года назначен епископом Уральским и Гурьевским. 7 сентября того года назначение отменено. 7 декабря того же рекомендован для замещения Козловской обновленческой епархии. В 1933 году назначен епископом Кимрским. Хиротония не состоялась.
8 марта 1933 года был арестован. 25 апреля того же года постановлением Тройки при ПП ОГПУ по Средне-Волжскому краю осуждён по ст.58-10 УК РСФСР и приговорён к 5 годам исправительно-трудовых лагерей. Этапирован в Ухтпечлаг (Коми). Освобожден досрочно.
Как он сам вспоминал: «Шли месяцы, годы лагерной жизни. Начальство „привыкло“ ко мне и, поняв, что атеиста из меня не получится, прониклось не расположением, а просто перестало обращать внимание. Была разрешена переписка с родными. Чтобы избежать лишних хлопот и посчитав меня безопасным, отправили в бригаду на отдаленном участке. Нам выдавали сухой паек и определяли план. Но самое главное: мы были без конвоя. Сошли кровавые мозоли, руки разработались и окрепли. Удивительно, но мы выполнили положенное нам. И, наконец, я смог совершить за Полярным кругом свою первую Божественную литургию. Из ягод надавил немного сока, хлеб был. Как самое сокровенное, удалось сохранить часть антиминса с мощами. Чин литургии я знал наизусть, и таинство совершилось. Это придало мне еще более крепости духовных сил».
22 июня 1937 года, в день своего Ангела возвратился из ссылки и обосновался в Кимрах. Пытался устроиться на службу в Московскую обновленческую епархию. В том же году назначен священником Вознесенской церкви города Кимры.
В июле 1941 года призван рядовым в рабочий батальон Красной армии. Строил взлётную полосу для аэродрома.
Не снимал рясу даже на фронте. Рассказывают, что в тяжёлые минуты артобстрела или бомбёжки солдаты бежали поближе к нему, потому что вокруг него никогда не было убитых. После выхода из окружения, когда он по просьбе офицеров шёл с первым обозом, вселяя таким образом уверенность в солдат, его доставили в ближайший госпиталь в Кимрах. Оказалось — двустороннее воспаление лёгких. По болезни он был комиссован.
В 1942 году назначен священником Николаевской церкви села Николо-Ям Кимрского района Калининской области. Стал служить каждый день. В храме зазвучала проповедь, громкая, вдохновенная. Скоро появились и молящиеся, и кто раз заходил, тот уже не мог не зайти второй, третий… Появились певцы, чтецы. Ежедневно приходили новые молящиеся. В воскресенье церковь была наполнена, а в большие праздники не вмещала желающих помолиться.

### В Русской православной церкви
В конце 1943 года принёс покаяние патриарху Сергию и был принят в сане священника.
В 1944 году назначен священником Успенской церкви Калинина и благочинным церквей Калининского района Калининской епархии.
19 мая 1944 года назначен епископом Ворошиловградским. В тот же день в Крестовой церкви Патриаршей резиденции в Чистом переулке епископом Дмитровским Иларием (Ильиным) пострижен в монашество с именем Никон.
20 мая 1944 года в зале заседаний Священного синода было совершено наречение иеромонаха Никона (Петина) во епископа Ворошиловградского. Чин наречения совершали патриарший местоблюститель митрополит Ленинградский и Новгородский Алексий (Симанский), митрополит Крутицкий Николай (Ярушевич), митрополит Киевский и Галицкий Иоанн (Соколов), архиепископ Тамбовский Лука (Войно-Ясенецкий), архиепископ Саратовский и Сталинградский Григорий (Чуков), епископ Дмитровский Иларий (Ильин) и епископ Можайский Макарий (Даев).
21 мая 1944 году хиротонисан во епископа Ворошиловградского в Преображенском храме Москвы. Чин хиротонии совершали митрополит Крутицкий Николай (Ярушевич), епископ Ростовский и Таганрогский Елевферий (Воронцов) и епископ Дмитровский Иларий (Ильин).
26 июня 1944 года назначен епископом Донецким и Ворошиловградским.
Неоднократно отправлял обозы с продовольствием в госпитали для раненых бойцов. В честь годовщины освобождения Донбасса от немецких оккупантов владыка Никон организовал среди верующих сбор пожертвований для фронта. Так, в сентябре 1944 года в фонд Красной Армии было передано 202 тыс. руб. За труды в годы войны награждён медалями «За победу над Германией» и «За доблестный труд в Великой Отечественной войне» и благодарностью от Сталина как Верховного главнокомандующего.
Непрестанно совершал богослужения, устраивал богословские курсы, где и сам читал лекции.
С 8 по 18 июля 1948 года был участником церковных торжеств в Москве по случаю 500-летия автокефалии Русской православной церкви. Соучаствовал в совещаниях патриархов и представителей автокефальных Православных церквей по предложенным Московской патриархией вопросам.
С 3 августа 1948 года временно управлял Одесской епархией, а затем был назначен епископом Херсонским и Одесским с оставлением за ним управления Донецкой и Ворошиловградской епархией.
19 августа 1951 года возведён в сан архиепископа.
В декабре 1952 года был командирован в Астрахань на погребение архиепископа Астраханского и Саратовского Филиппа (Ставицкого).
11 сентября 1954 года награждён правом ношения креста на клобуке по ходатайству патриарха Антиохийского Александра.
Будучи херсонским архиереем, Никон (Петин) полностью устраивал уполномоченного Совета по делам Русской православной церкви по Одесской области П. Я. Благова, который так его характеризовал 18 января 1956 года:

В проповеднической деятельности, в разговорах с духовенством, верующими и представителями иностранных делегаций Никон выступает как подлинный патриот и всегда высоко ценит мероприятия, проводимые Советским Правительством. Гордость за нашу Родину, которая превратилась в авангард всего передового человечества, была постоянной основой его патриотических выступлений.

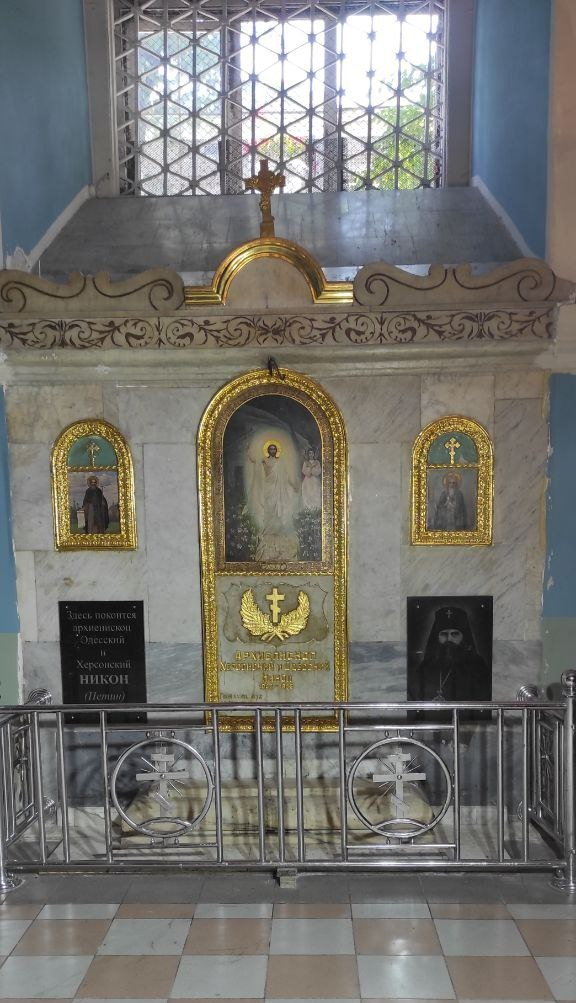
Место погребения архиепископа Никона (Петина)

За семь с половиной лет работы архиепископа Никона в г. Одессе я не могу припомнить случая, чтобы он отклонился или пытался доказать невозможность тех или иных моих рекомендаций, которые были не так часты и не содержали в себе характера вмешательства во внутрицерковные дела.
Скончался 16 апреля 1956 года от лейкемии и погребён в нижнем храме Успенский собора Одессы.
В памяти многих владыка Никон остался как хороший администратор и прекрасный проповедник. Является автором 12 акафистов, в том числе преподобным Александру Куштскому и Никону Радонежскому, имена которых он носил в миру и в монашестве.